# Sueus del Danubi

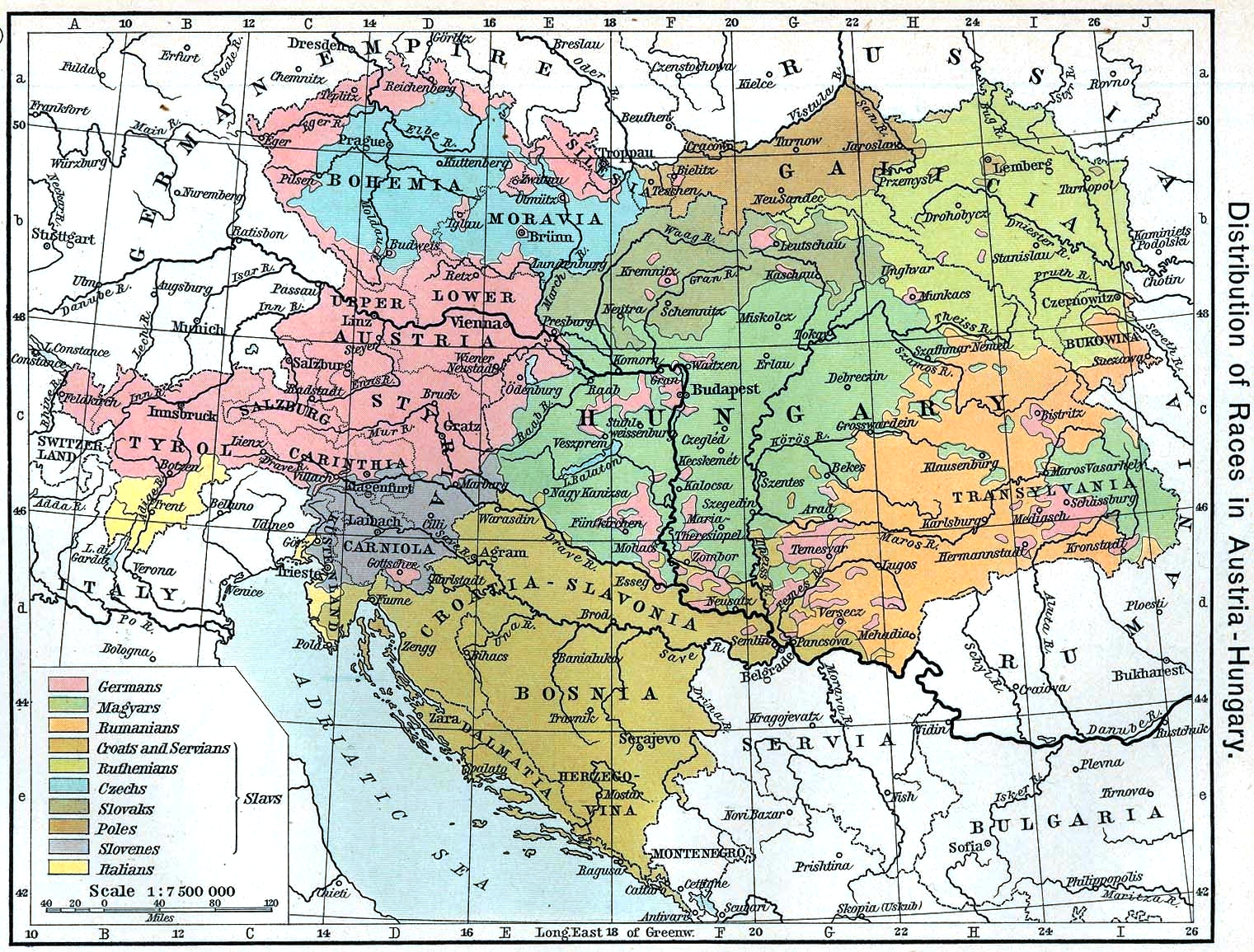
Mapa de diferents ètnies. Els sueus apareixen en color rosa.

Els sueus del Danubi, més coneguts com a suabis del Danubi (en alemany: Donauschwaben, en hongarès: Dunai-Svábok o Dunamenti németek, en romanès: Şvabi o Şvabi Dunăreni, en serbi: Дунавске Швабе o Dunavske Švabe, en croat: Podunavski Švabe, en búlgar: дунавски шваби o dunavski shvabi) és el terme genèric per referir-se als alemanys ètnics que varen viure a l'antic Regne d'Hongria, especialment a la vall del riu Danubi.
D'acord amb el diferent destí dels territoris on es van assentar, els sueus del Danubi se subdivideixen en diversos grups. Aquests inclouen els alemanys d'Hongria (Ungarndeutsche), els sueus de Satu Mare (Sathmarer Schwaben), els sueus del Banat (Banater Schwaben), els alemanys de Voivodina a la Voivodina de Sèrbia (Wojwodinedeutsche) i Eslavònia de Croàcia (especialment a la regió d'Osijek). Els alemanys dels Carpats (Karpatendeutsche, actual Eslovàquia) i els saxons de Transsilvània (Siebenbürger Sachsen o Siebenbürgensachsen) no s'inclouen en el grup dels sueus del Danubi.